# Rozpustnice
Rozpustnice (ang. Harlots) – brytyjski serial telewizyjny (dramat kostiumowy) wyprodukowany przez ITV Studios oraz Monumental Pictures, który jest luźną adaptacją powieści  "The Covent Garden Ladies" autorstwa Hallie Rubenhold.
Serial jest emitowany od 27 marca 2017 roku za pośrednictwem platformy internetowej Hulu.
W Polsce serial jest emitowany od 22 grudnia 2017 roku przez Epic Drama

## Fabuła
Akcja serialu dzieje się w Londynie w XVIII wieku. Opowiada o Margaret Wells, która jest właścicielką burdelu i jednocześnie stara się wychować córkę.

## Obsada
- Samantha Morton jako Margaret Wells[3]
- Lesley Manville jako Lydia Quigley
- Jessica Brown Findlay jako Charlotte Wells
- Eloise Smyth jako Lucy Wells
- Kate Fleetwood jako Nancy Birch
- Danny Sapani jako William North
- Jordan A. Nash jako Jacob Wells North
- Douggie McMeekin jako Charles Quigley
- Hugh Skinner jako Sir George Howard
- Steven Robertson jako Robert Oswald
- Eleanor Yates jako Lady Caroline Howard
- Edward Hogg jako Thomas Haxby
- Rory Fleck Byrne jako Daniel Marney
- Con O'Neil jako Nathaniel Lennox
- Pippa Bennett-Warner jako Harriet Lennox
- Timothy Innes jako Benjamin Lennox
- Lottie Tolhurst jako Kitty Carter
- Bronwyn James jako Fanny Lambert
- Holli Dempsey jako Emily Lacey
- Alexa Davies jako Betsey Fletcher
- Poppy Corby-Tuech jako  Marie-Louise D’Aubigne
- Ellie Heydon jako Anne Pettifer
- Rosalind Eleazar jako Violet Cross
- Dorothy Atkinson jako  Florence Scanwell
- Jordon Stevens jako  Amelia Scanwell
- Roy Beck jako pań Abbadon
- Liv Tyler jako Isabella Fitzwilliam[4]

## Odcinki
| Sezon | Sezon | Odcinki | Oryginalna emisja ITV Encore | Oryginalna emisja ITV Encore | Oryginalna emisja Epic Drama | Oryginalna emisja Epic Drama | Oryginalna emisja Epic Drama |
| Sezon | Sezon | Odcinki | Premiera sezonu              | Finał sezonu                 | Premiera sezonu              | Finał sezonu                 |                              |
| ----- | ----- | ------- | ---------------------------- | ---------------------------- | ---------------------------- | ---------------------------- | ---------------------------- |
|       | 1     | 8       | 27 marca 2017                | 15 maja 2017                 | 14 grudnia 2017              | 1 lutego 2018                |                              |
|       | 2     | 8       | 11 lipca 2018                | 22 sierpnia 2018             | —                            | —                            |                              |
|       | 3     | 8       | 10 lipca 2019                | 28 sierpnia 2019             | —                            | —                            |                              |

### Sezon 1 (2017)
| Nr | # | Tytuł     | Reżyseria       | Scenariusz                  | Premiera ITV Encore | Premiera Epic Drama |
| -- | - | --------- | --------------- | --------------------------- | ------------------- | ------------------- |
| 1  | 1 | Episode 1 | Coky Giedroyc   | Moira Buffini               | 27 marca 2017       | 14 grudnia 2017     |
| 2  | 2 | Episode 2 | Coky Giedroyc   | Moira Buffini               | 3 kwietnia 2017     | 21 grudnia 2017     |
| 3  | 3 | Episode 3 | Coky Giedroyc   | Cat Jones                   | 10 kwietnia 2017    | 28 grudnia 2017     |
| 4  | 4 | Episode 4 | China Moo-Young | Debbie O'Malley             | 17 kwietnia 2017    | 4 stycznia 2018     |
| 5  | 5 | Episode 5 | China Moo-Young | Jane English                | 24 kwietnia 2017    | 11 stycznia 2018    |
| 6  | 6 | Episode 6 | China Moo-Young | Moira Buffini               | 1 maja 2017         | 18 stycznia 2018    |
| 7  | 7 | Episode 7 | Jill Robertson  | Cat Jones                   | 8 maja 2017         | 25 stycznia 2018    |
| 8  | 8 | Episode 8 | Jill Robertson  | Moira Buffini, Jane English | 15 maja 2017        | 1 lutego 2018       |

### Sezon 2 (2018)
| Nr | # | Tytuł     | Reżyseria         | Scenariusz    | Premiera ITV Encore | Premiera Epic Drama |
| -- | - | --------- | ----------------- | ------------- | ------------------- | ------------------- |
| 9  | 1 | Episode 1 | Coky Giedroyc     | Moira Buffini | 11 lipca 2018       |                     |
| 10 | 2 | Episode 2 | Coky Giedroyc     | Cat Jones     | 11 lipca 2018       |                     |
| 11 | 3 | Episode 3 | Coky Giedroyc     | Jane English  | 18 lipca 2018       |                     |
| 12 | 4 | Episode 4 | Philippa Langdale | Emer Kenny    | 25 lipca 2018       |                     |
| 13 | 5 | Episode 5 | Philippa Langdale | Jane English  | 1 sierpnia 2018     |                     |
| 14 | 6 | Episode 6 | Philippa Langdale | Moira Buffini | 8 sierpnia 2018     |                     |
| 15 | 7 | Episode 7 | Jill Robertson    | Cat Jones     | 15 sierpnia 2018    |                     |
| 16 | 8 | Episode 8 | Jill Robertson    | Moira Buffini | 22 sierpnia 2018    |                     |

### Sezon 3 (2019)
| Nr | # | Tytuł     | Reżyseria      | Scenariusz      | Premiera ITV Encore | Premiera Epic Drama |
| -- | - | --------- | -------------- | --------------- | ------------------- | ------------------- |
| 17 | 1 | Episode 1 | Robin Sheppard | Moira Buffini   | 10 lipca 2019       |                     |
| 18 | 2 | Episode 2 | Robin Sheppard | Jessica Ruston  | 17 lipca 2019       |                     |
| 19 | 3 | Episode 3 | Robin Sheppard | Jane English    | 24 lipca 2019       |                     |
| 20 | 4 | Episode 4 | Chloe Thomas   | Moira Buffini   | 31 lipca 2019       |                     |
| 21 | 5 | Episode 5 | Chloe Thomas   | Vivienne Harvey | 7 sierpnia 2019     |                     |
| 22 | 6 | Episode 6 | Chloe Thomas   | Jessica Ruston  | 14 sierpnia 2019    |                     |
| 23 | 7 | Episode 7 | Debs Paterson  | Moira Buffini   | 21 sierpnia 2019    |                     |
| 24 | 8 | Episode 8 | Debs Paterson  | Jane English    | 28 sierpnia 2019    |                     |

## Produkcja
27 maja 2016 roku platforma Hulu ogłosiła zamówienie pierwszego sezonu, którego główną rolę zagra Samantha Morton.
28 lipca 2017 roku, platforma Hulu poinformowała o zamówieniu drugiego sezonu.
W połowie października 2017 roku, poinformowano, że do drugiego sezonu serialu dołączyła Liv Tyler jako Isabella Fitzwilliam.
Pod koniec września 2018 roku, ogłoszono, że platforma Hulu przedłużyła serial o trzeci sezon.